# Alfa Romeo 6C
L'Alfa Romeo 6C représente une vaste gamme d'automobiles du constructeur italien Alfa Romeo, dont le premier modèle est présenté lors du Salon Exposition de Milan en 1925, et produites en différentes versions à partir de 1926.
Son nom dérive du nombre de cylindres du moteur, six en ligne. Le premier ingénieur à avoir travaillé à la conception de ce modèle a été Vittorio Jano qui a surtout contribué à la conception de la gamme moteurs de la 6C 1500. C'est aussi la première voiture de la marque à être équipée de moteurs d'aussi petite cylindrée.

## Alfa Romeo 6C 1500
Les premières versions, 6C 1500 Young de 1926 et 6C 1500 Touring de 1928, du nom des carrossiers anglais James Young et italien  Touring, montent un moteur six-cylindres en ligne avec un seul arbre à cames en tête, d'une cylindrée de 1 487 cm3 développant 54 ch ce qui lui permet d'atteindre 125 km/h. Le moteur de Jano, bien que de faible cylindrée, réussit à développer une puissance très importante justement grâce à la petite cylindrée unitaire (250 cm3) qui permet d'augmenter de 200 % le rendement thermique par rapport aux valeurs standards de l'époque.
Les versions Sport de l'Alfa Romeo 1500 sont équipées, en 1927, d'un double arbre à cames en tête et d'un système de suralimentation ce qui permet à la 6C 1500 de gagner, en 1927, la course de Rambassada en Espagne et cette même année le célèbre Enzo Ferrari remporte la course sur le circuit de Modène. En 1928, l'Alfa 6C 1500 Sport remporte les Mille Miglia, les 24 Heures de Spa, la Targa Florio et le tour de Sicile.
C'est ainsi qu'en 1928 arrivent des versions encore plus puissantes, les 6C 1500 Super Sport, 6C 1500 Compresseur et la 6c 1500 Mille Miglia. La puissance arrive à respectivement 60 et 76 ch et la vitesse dépasse les 140 km/h.
La version la plus puissante est la 6C 1500 SS Testa Fissa, où la culasse et le bloc ne forment qu'un seul ensemble, dont la puissance est officiellement de 84 ch et la vitesse supérieure à 155 km/h. Six exemplaires de ce modèle seront fabriqués.
La 6C 1500 Sport Spider de 1928 est la première spider d'Alfa Romeo et une version est baptisée 6C 1500 NR en l'honneur de Nicola Romeo qui quitte la direction de la société. Le petit moteur de 1 500 cm3 stimule l'ingéniosité de bon nombre de carrossiers qui présentent autant de versions de la 6C. En 1929 par exemple la carrosserie Farina propose une très élégante version Torpedo.
Parmi les versions les plus puissantes, il y a la 6C 1500 Sport compresseur Zagato de 1929 pilotée par Antonio Ascari et Giuseppe Campari. La production globale du modèle 1500 sera de 1 075 exemplaires.

### Production de l'Alfa 6C 1500
- 6C 1500 (1926-29) : 862 exemplaires,
- 6C 1500 Sport (1928-29) : 171 exemplaires,
- 6C 1500 Super Sport (1928-29) : 31 exemplaires.

### Palmarès Sport de l'Alfa Romeo 6C 1500
Version 1500S:

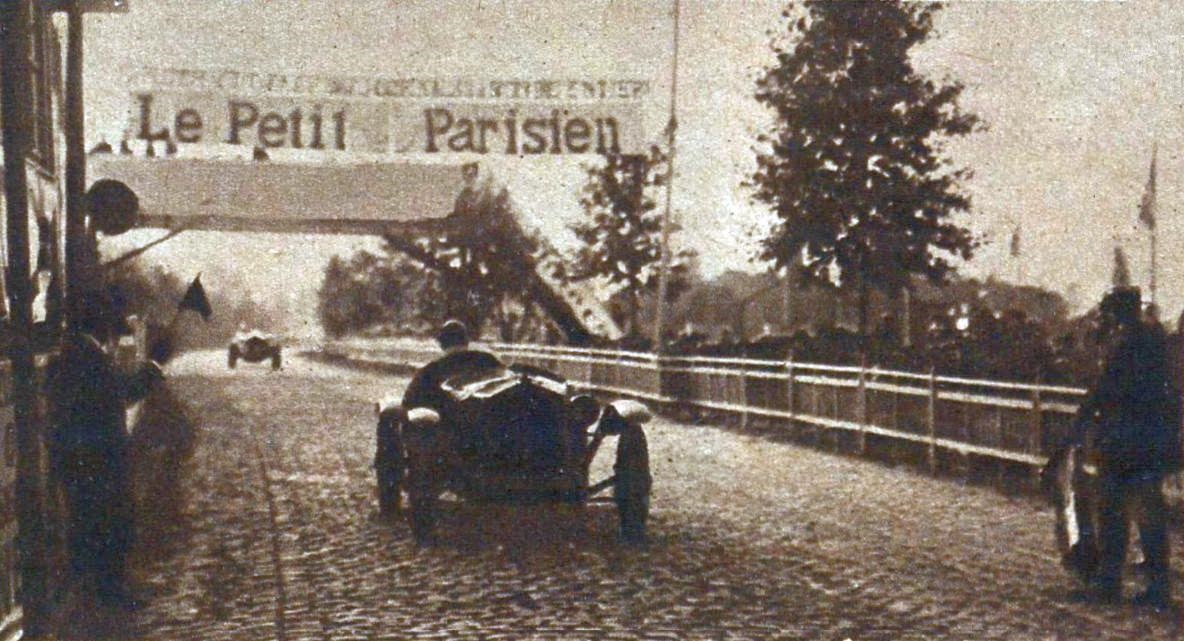
Boris Ivanowski vainqueur des Routes Pavées en 1928 sur Alfa Romeo 6C 1500 SS.

- Mille Miglia 1928 (Giuseppe Campari et Giulio Ramponi);

Version 1500SS:
- Circuito di Alessandria 1928 (Enzo Ferrari);
- 6 Heures de Brooklands 1928 (Giulio Ramponi);
- Circuito di Modena 1928 (Ferrari et Eugenio Siena);
- Coupe Georges Boillot 1928 (Boris Ivanowski);
- Grand Prix d'Irlande (Saorstat Cup) 1929 (Ivanowski; 2e en 1930 avec George Eyston).

## Alfa Romeo 6C 1750
L'Alfa Romeo 6C 1750 est présentée à l'Exposition Automobile Internationale de Rome en 1929. Elle peut être considérée comme le développement du modèle 6C 1500 de 1925. Beaucoup de spécialistes automobiles considèrent l'Alfa 6C 1750 comme un modèle de légende dans l'histoire du constructeur Alfa Romeo.
C'est donc en 1929 que la nouvelle version est présentée avec un moteur dont la cylindrée est portée à 1 752 cm3 d'où le nom Alfa Romeo 6C 1750. Esthétiquement, elle ne reçoit aucune modification importante ce qui permettra à la 1750 de rester en production jusqu'en 1933, période pendant laquelle elle continuera sa domination en compétition avec un moteur développant 85 ch même sur les versions destinées aux particuliers. Pendant les quatre années de fabrication, Alfa Romeo en construira 2 579 exemplaires.
Le début des années 1930 voit une demande croissante pour des voitures dont la carrosserie est fermée, jusque-là les versions Torpédo, le cabriolet d'aujourd'hui, était de règle. Alfa Romeo est un des tout  premiers constructeurs à produire ses propres carrosseries. Les versions fermées seront appelées « Turismo » dans la gamme Alfa Romeo et seront capables de transporter 6/7 personnes, avec trois vitres latérales, soit une carrosserie limousine. Une version courte est aussi proposée pour 4/5 personnes avec seulement deux fenêtres latérales.
Comme l'Alfa 6C 1500, la 6C 1750 est également carrossée par Touring et Castagna de Milan, Garavini de Turin et James Young à Londres.
L'Alfa 6C 1750 est aussi disponible dans la version « Sport » avec le moteur à deux arbres à cames, un empattement court de 292 cm et une puissance de 52 ch qui permet une vitesse de pointe de 120 km/h. L'Alfa 6C 1750 Sport est disponible avec une carrosserie à quatre places ouverte ou fermée (Torpedo et Turismo) ou avec une carrosserie ouverte à deux places de type « Spider ».
L'Alfa 6C 1750 Super Sport a une puissance de 64 ch et sa vitesse maximale dépassait les 130 km/h. son empattement est encore réduit à 274,5 cm. Il n'existe que la version Spider, la plus fréquemment demandée est celle carrossée par Zagato. L'Alfa 6C 1750 Super Sport est aussi  disponible avec un compresseur, le moteur fournit alors 85 ch et offre une vitesse de pointe de 145 km/h. Enfin la 6C 1750 Super Sport dans la version Testa Fissa (tête fixe), produite en seulement six exemplaires, avec la culasse et le bloc en un seul ensemble et un compresseur, offre une puissance de 95 ch et la vitesse maximale impressionnante de 165 km/h.
L'Alfa 6C 1750 Gran Turismo apparait en 1930. Elle dispose d'un empattement court de 292 cm. Beaucoup de voitures seront produites dans la version carrosserie 4/5 personnes fermée Alfa Romeo avec deux fenêtres latérales carrossée par Farina, créée et détenue alors par Giovanni Farina, le frère du célèbre Gian-Battista Pinin Farina.
L'Alfa 6C 1750 Gran Sport, également présentée en 1930, dispose d'un compresseur monté directement en bout de vilebrequin. La puissance développée est de 85 ch, ce qui permet une vitesse de pointe de 145 km/h. La plupart des voitures produites seront des biplaces Spider carrossées par Zagato. Des versions avec carrosserie ouverte, plus rares, seront carrossées par Castagna et Garavini. Une version spéciale de course « Grand Sport » Testa Fissa, produite en seulement six exemplaires, dispose d'une puissance de 102 ch et une vitesse de pointe de 170 km/h.
En 1931 apparait l'Alfa 6C 1750 Gran Turismo Compressore, voiture très chère pour les clients fortunés qui souhaitent une voiture très puissante et un bon confort. Cette version a un empattement long de 316 cm, et son moteur avec compresseur développe 80 ch pour une vitesse maximale de 135 km/h. En raison de ses proportions, la ligne de l'Alfa 6C 1750 Gran Turismo Compressore sera jugée la plus belle de toutes les versions 6C 1750.
La 6C 1750 gagne notamment les Mille Miglia et les 24 Heures de Spa, à deux reprises chacune entre 1929 et 1930, 

### Production de l'Alfa 6C 1750
- 6C 1750 Turismo (1929-33) : 1 131 exemplaires,
- 6C 1750 Sport (1929-30) : 268 ex,
- 6C 1750 Super Sport (1929-30) : 60 ex,
- 6C 1750 Super Sport Compressore (1929-30) : 52 ex,
- 6C 1750 Gran Turismo (1930-32) : 652 ex,
- 6C 1750 Gran Sport (1930-32) : 213 ex,
- 6C 1750 Gran Turismo Compressore (1931-32) : 159 ex,
- 6C 1750 Gran Sport Compressore (1933) : 44 ex,

Soit un total de : 2 579 exemplaires.

## Alfa Romeo 6C 1900
L'Alfa Romeo 6C 1900 est présentée en 1933, mais elle ne sera fabriquée que pendant une très courte durée entre la version 6C 1750 et le futur modèle 6C 2300. Elle apporte par contre une révolution technologique avec son moteur équipé de la première  culasse au monde en aluminium sur un six-cylindres.
Le moteur reprend la dernière version du modèle 6C 1750, mais avec un alésage augmenté de 3 mm pour atteindre 68 mm, ce qui porte la cylindrée de 1 752 à 1 917 cm3.
La plupart des Alfa 6C 1900 produites le seront avec une carrosserie berline Alfa Romeo, peinture bicolore et quatre portes dites « suicide » (articulées sur le pilier central). Seuls le carrossier britannique James Young, la Carrozzeria Touring et la Carrozzeria Castagna fabriqueront quelques exemplaires « spider » de la 6C 1900.
L'Alfa 6C 1900 ne sera fabriquée qu'à 197 exemplaires en 1933. Elle est remplacée par l'Alfa 6C 2300.

## Alfa Romeo 6C 2300
L'Alfa Romeo 6C 2300 est l'un des modèles de voiture les plus célèbres de cette époque réalisé par le constructeur milanais. Ce châssis fantastique recevra différentes carrosseries des meilleurs professionnels.
Le moteur Alfa Romeo qui équipe la 6C 2300 Turismo est nouveau. Le bloc moteur en fonte reçoit une culasse en aluminium enfermant des chambres de combustion semi-hémisphériques, des arbres à cames entraînés par chaîne, il est doté d'un carburateur double-corps vertical. La boîte de vitesses dispose de troisième et quatrième rapports synchronisés. Les amortisseurs arrière peuvent être réglés au tableau de bord par le conducteur.
La version Standard est un modèle limousine à sept places, avec trois vitres latérales et quatre portes de type « suicide ». La carrosserie est conçue conjointement par Alfa Romeo et Carrozzeria Castagna Ercole. Castagna est responsable de la fabrication alors que toute la capacité d'Alfa Romeo est déjà utilisée pour la fabrication du modèle 6C 2300 Gran Turismo. Des châssis « nus » peuvent être fournis aux clients qui veulent faire carrosser leur voiture par un atelier de carrosserie de leur choix.
En 1935, Alfa Romeo lance une révolution avec l'Alfa 6C 2300 B, la première voiture équipée d'un train avant à roues indépendantes, composé de doubles triangles, ressorts hélicoïdaux et amortisseurs hydrauliques. Ce type de suspension a été breveté par Alfa Romeo et s'appuie sur l'expérience de la course. Ce modèle sera fabriqué en 1936 et 1937. La puissance du moteur s'élève à 70 ch à 4 400 tr/min avec un taux de compression de seulement 6,8:1. Les modèles 6C 2300 Gran Turismo B de 1935 à 1937 reçoivent une carrosserie usine Alfa Romeo mais à partir de 1936 les clients peuvent choisir la version carrossée par Castagna.
En 1938, Alfa Romeo présente la Série 2 du modèle 6C 2300 B. Cette série sera produite en 1938 et 1939. Si la carrosserie reste pratiquement inchangée, la voiture dispose maintenant de jantes en acier, d'essuie-glaces installés sous le pare-brise et non plus au-dessus. Les  modifications mécaniques concernent surtout la boîte de vitesses qui dispose de la synchronisation sur les deuxième, troisième et quatrième rapports.

### Production de l'Alfa 6C 2300
- 6C 2300 Turismo (1934) : 225 exemplaires,
- 6C 2300 Gran Turismo (1934) : 473 ex,
- 6C 2300 Pescara (1934) : 60 ex,
- 6C 2300 Gran Turismo B, série 1 (1935-37) : 86 ex,
- 6C 2300 B Pescara, série 1 (1935-37) : 120 ex,
- 6C 2300 Turismo B, série 1 (1936-37) : 78 ex,
- 6C 2300 B Turismo Série 2 long (1938-39) : 246 ex,
- 6C 2300 B Turismo Série 2 cartes (1938-39) : 211 ex,
- 6C 2300 B Turismo Série 2 MM (1938-39) : 106 ex,
- 6C 2300 B Cabriolet, Série 2 MM (1938) : 1 ex

Soit une production totale de 1 606 exemplaires.

## Alfa Romeo 6C 2500
Le études et les développements techniques réalisés par Vittorio Jano sur les moteurs de la série Alfa Romeo 6C avec arbres à cames ont été incessants depuis le modèle 6C 1500 de 1925. En augmentant l'alésage de 70 à 72 mm, ce qui fait passer la cylindrée de 2 309 à 2 443 cm3, la durée de vie du moteur est étendue. Le moteur avait finalement été utilisé dans le modèle 6C 2300 de 1934, et un nouveau modèle nommé 6C 2500 Turismo est dévoilé en 1939.
La nouvelle Alfa 6C 2500 Turismo est une berline avec une carrosserie fermée pour cinq personnes. Elle est présentée à l'International Automobil und Motorrad Ausstellung de Berlin qui se tient du 17 février au 5 mars 1939. La période est peu favorable car elle précède le début de la Seconde Guerre mondiale qui sera effective en septembre 1939. L'exposition, inaugurée par Adolf Hitler, occupe neuf grands halls et recevra des dizaines de milliers de visiteurs venus du monde entier.
Le moteur de l'Alfa 6C 2500 Turismo développe 87 ch. Ce modèle sera fabriqué avec deux carrosseries différentes, conçues par Alfa Romeo, avec le même empattement de 325 cm. C'est une berline pour cinq personnes (avec deux feux de position de chaque côté, et une roue de secours placée dans le très grand coffre), et une limousine pour 6/7 personnes avec trois vitres latérales (et une roue de secours située sur chaque aile avant). Les jantes en tôle d'acier sont perforées pour refroidir les freins.
Outre les voitures avec leurs propres carrosseries, Alfa Romeo produit également des versions dont les carrosseries sont signées par PininFarina et Touring.
En 1943, la production est très réduite en raison des pénuries de matières premières et elle s'achève en 1944 en raison de la guerre. Après la guerre, la fabrication des versions limousines reprendra en 1947 avec une boîte de vitesses entièrement synchronisée. Le levier de vitesses est déplacé du plancher sur la colonne de direction.
Une version Competizione est produite en 1948, elle remportera la Targa Florio en 1950, et obtiendra deux fois la troisième place lors de la course des Mille Miglia, en 1949 et 1950.

### Production de l'Alfa 6C 2500
- version berline - Turismo - (1939-44) : 279 exemplaires,
- version limousine (1939-51) : 243 ex.

Soit un total de 522 exemplaires.
Alfa Romeo créa également des versions spéciales comme la 6C 2500 SS Villa d'Este.

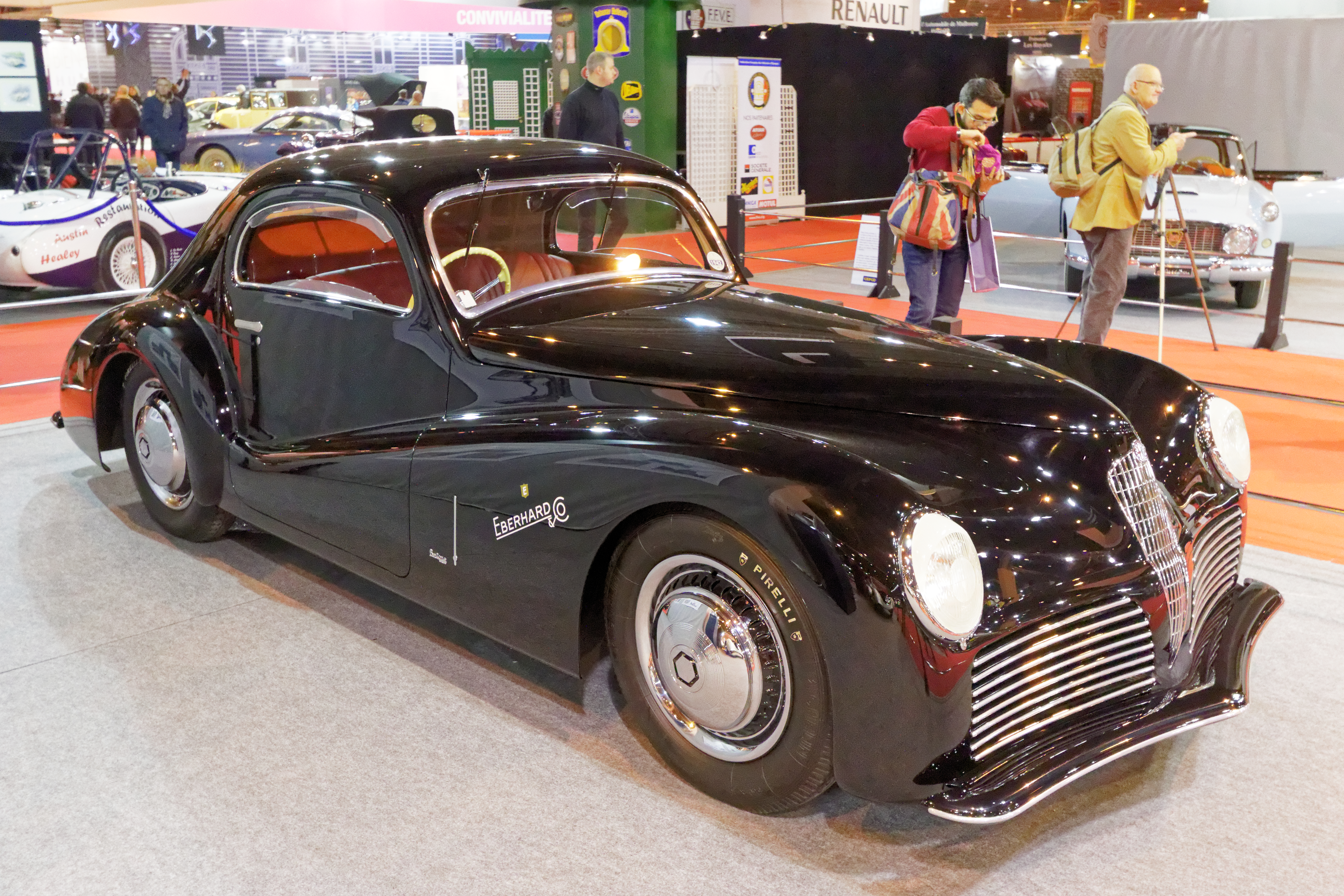
6C 2500 Bertone de 1942

Bertone carrossa la 6c 2500 en 1942

## Palmarès Sport des Alfa Romeo 6C 2300/ 2500
- Targa Abruzzi 1934 (Cortese et Severi);
- Ire Littoranea Libica 1937 Benghazi-Tripoli[2] (Ercole Boratto[3] et Alessandro Gaboardi, sur 2300);
- IIe Littoranea Libica 1939 Tobruk-Tripoli (Ercole Borrato et Consalvo Sanesi, sur 2500SS).

## Alfa Romeo 6C Coloniale
L'Alfa Romeo 6C 2500 Coloniale est une version spéciale commandée par le Ministère italien de la Défense en 1938 pour une utilisation dans les nombreuses colonies italiennes.
À cette époque, l'Italie a de nombreux colonies en Afrique. Depuis 1889, la Somalie actuelle est sous protectorat italien et l'Érythrée, province actuelle de l'Éthiopie, devient une colonie italienne l'année suivante. En 1896, les forces italiennes tentent d'envahir l'Abyssinie, l'Éthiopie actuelle qui, en 1924 est devenue Jubaland, une partie du Kenya, et a été transférée à l'Italie. En octobre 1935 les forces italiennes envahissent l'Abyssinie, et en juin 1936, les possessions italiennes en Afrique orientale sont baptisées AOI - Afrique Orientale Italienne. L'Italie a également réussi à « reprendre » la Libye actuelle aux Turcs en 1912.
Deux prototypes du modèle Alfa 6C 2500 Coloniale sont fabriqués par Alfa Romeo en 1939. La voiture est la première à être fabriquée selon la technologie développée par la célèbre Carrozzeria Touring, la  Superleggera. Le pilote italien Giambattista Guidotti est chargé de tester les deux prototypes en Afrique de l'Est. Il  avait déjà conduit une Alfa Romeo 8C 2300B Mille Miglia en 1937.
La production commence réellement en 1941. La voiture dispose de deux roues de secours, d'un réservoir de carburant de 120 litres et quatre réserves supplémentaires d'une capacité de 70 litres d'essence. En outre, le différentiel peut être verrouillé à partir du tableau de bord par le conducteur.
La fabrication cessera en 1942 en raison de la guerre, alors que 150 véhicules, plus les deux prototypes, ont été produits. Il est avéré que plusieurs de ces véhicules ont permis aux troupes italiennes de participer, aux côtés des allemands, sur le front de l'Est, à la tentative d'envahir l'Union soviétique.
L'Alfa 6C 2500 est la dernière version de la série et sera remplacée par la nouvelle Alfa Romeo 1900.

## Chiffres de production Alfa Romeo 6C
Production totale Alfa Romeo 6C : un total de 8 071 véhicules.
| Année                         | 1927 | 1928 | 1929 | 1930 | 1931 | 1932 | 1933 | 1934 | 1935 | 1936 | 1937 | 1938 | 1939 | total |
| ----------------------------- | ---- | ---- | ---- | ---- | ---- | ---- | ---- | ---- | ---- | ---- | ---- | ---- | ---- | ----- |
| 1500 Six sièges               | 356  | 150  |      |      |      |      |      |      |      |      |      |      |      | 506   |
| 1500 Deux sièges              | 6    | 50   |      |      |      |      |      |      |      |      |      |      |      | 56    |
| 1500 Normale                  |      | 170  | 130  |      |      |      |      |      |      |      |      |      |      | 300   |
| 1500 Sport                    |      | 147  | 14   |      |      |      |      |      |      |      |      |      |      | 161   |
| 1500 SS Kompressor            |      |      | 10   |      |      |      |      |      |      |      |      |      |      | 10    |
| 1500 SS                       |      |      | 15   |      |      |      |      |      |      |      |      |      |      | 15    |
| 1750 Sport                    |      |      | 268  |      |      |      |      |      |      |      |      |      |      | 268   |
| 1750 SS Kompressor            |      |      | 52   |      |      |      |      |      |      |      |      |      |      | 52    |
| 1750 SS                       |      |      | 60   |      |      |      |      |      |      |      |      |      |      | 60    |
| 1750 Tourismo                 |      |      | 327  | 309  | 77   | 340  | 78   |      |      |      |      |      |      | 1.131 |
| 1750 Gran Tourismo            |      |      |      | 372  | 221  | 59   |      |      |      |      |      |      |      | 652   |
| 1750 Gran Sport               |      |      |      | 87   | 104  | 22   | 44   |      |      |      |      |      |      | 257   |
| 1750 Gran Tourismo Kompressor |      |      |      |      | 66   | 93   |      |      |      |      |      |      |      | 159   |
| 1900 Gran Tourismo            |      |      |      |      |      |      | 197  |      |      |      |      |      |      | 197   |
| 2300 Tourismo                 |      |      |      |      |      |      |      | 199  | 26   |      |      |      |      | 225   |
| 2300 Gran Tourismo            |      |      |      |      |      |      |      | 453  | 20   |      |      |      |      | 473   |
| 2300 Pescara                  |      |      |      |      |      |      |      | 40   | 20   |      |      |      |      | 60    |
| 2300 B Gran Tourisme          |      |      |      |      |      |      |      |      | 16   | 70   |      |      |      | 86    |
| 2300 B Pescara                |      |      |      |      |      |      |      |      | 3    | 5    | 112  |      |      | 120   |
| 2900 A                        |      |      |      |      |      |      |      |      | 6    | 5    |      |      |      | 11    |
| 2300 B Tourismo               |      |      |      |      |      |      |      |      |      |      | 78   |      |      | 78    |
| 2900 B Corto e Lungo          |      |      |      |      |      |      |      |      |      |      | 10   | 20   |      | 30    |
| 2300 B Lungo                  |      |      |      |      |      |      |      |      |      |      |      | 217  | 29   | 246   |
| 2300 B Corto                  |      |      |      |      |      |      |      |      |      |      |      | 198  | 13   | 211   |
| 2300 Mille Miglia             |      |      |      |      |      |      |      |      |      |      |      | 107  |      | 107   |
| 2500 Tourismo Six sièges      |      |      |      |      |      |      |      |      |      |      |      |      | 73   | 73    |
| 2500 Tourismo cinq sièges     |      |      |      |      |      |      |      |      |      |      |      |      | 169  | 169   |
| 2500 Sport                    |      |      |      |      |      |      |      |      |      |      |      |      | 66   | 66    |
| 2500 Super Sport              |      |      |      |      |      |      |      |      |      |      |      |      | 20   | 20    |
| 2500 Cologniale               |      |      |      |      |      |      |      |      |      |      |      |      | 2    | 2     |
| total                         | 362  | 517  | 876  | 768  | 468  | 514  | 319  | 692  | 91   | 80   | 200  | 542  | 372  | 5.801 |

| Année                            | 1940 | 1941 | 1942 | 1943 | 1944 | 1945 | 1946 | 1947 | 1948 | 1949 | 1950 | 1951 | 1952 | 1953 | total    |
| -------------------------------- | ---- | ---- | ---- | ---- | ---- | ---- | ---- | ---- | ---- | ---- | ---- | ---- | ---- | ---- | -------- |
| 2500 Tourismo Six sièges         | 8    | 0    | 0    | 0    | 0    | 0    | 80   | 5    |      |      |      |      |      |      | 93+73    |
| 2500 Tourismo cinq sièges        | 63   | 0    | 0    | 47   |      |      |      |      |      |      |      |      |      |      | 110+169  |
| 2500 Sport                       |      | 4    | 53   | 28   | 18   | 3    | 68   | 205  | 313  | 227  | 162  |      |      |      | 1.081+66 |
| 2500 Super Sport                 | 13   | 0    | 12   | 16   | 0    | 0    | 14   | 71   | 104  | 173  | 17   | 18   |      |      | 438+20   |
| 2500 Cologniale                  |      | 83   | 67   |      |      |      |      |      |      |      |      |      |      |      | 150+2    |
| 2500 Tourismo                    | 19   |      |      |      |      |      |      |      |      |      |      |      |      |      | 19       |
| 2500 Tourismo con Motor Avanzato |      |      |      |      |      |      |      |      | 24   | 35   | 18   |      |      |      | 77       |
| 2500 Competizione                |      |      |      |      |      |      |      |      | 3    |      |      |      |      |      | 3        |
| 2500 Sport con Motor Avanzato    |      |      |      |      |      |      |      |      |      | 32   | 67   | 50   |      |      | 149      |
| 2500 Sport con Motor SS          |      |      |      |      |      |      |      |      |      |      | 35   | 40   | 35   | 34   | 144      |
| 3000 CM                          |      |      |      |      |      |      |      |      |      |      |      |      | 3    | 3    | 6        |
| total                            | 103  | 87   | 132  | 91   | 18   | 3    | 162  | 281  | 444  | 467  | 299  | 108  | 38   | 37   | 2.270    |